# 원평
원평(元平)은 중국 전한(前漢) 소제(昭帝)의 세 번째 연호이다. 기원전 74년 한 해만 사용하였다. 4월에 소제가 죽자 뒤를 이어 창읍왕(昌邑王)이 즉위하였으나 연호를 정하지 못하고 27일 만에 폐위되었다. 7월에 즉위한 선제(宣帝)가 남은 5개월 동안 이어서 사용하였으며 기원전 73년에 개원(改元)하였다.

## 연대대조표
| 원평                | 원년        |
| 서력                | 기원전 74년 |
| 육십간지 (六十干支) | 정미(丁未)  |

## 같이 보기
- 중국의 연호

| 이전 연호 원봉(元鳳) | 중국의 연호 전한(前漢) | 다음 연호 본시(本始) |